# خانه ظریف
خانه ظریف مربوط به دروه حکومت رضاشاه پهلوی است و در مشهد، خیابان امام خمینی، کوچه شاهین فر، بن‌بست جهان واقع شده و این اثر در تاریخ ۱۲ تیر ۱۳۸۴ با شمارهٔ ثبت ۱۲۰۷۳ به‌عنوان یکی از آثار ملی ایران به ثبت رسیده است.